# Orderic Vitalis
Orderic Vitalis či Orderik Vital (16. února 1075 Atcham – 1141 nebo 1143 klášter Saint-Évroult) byl anglický historik a kronikář. Celý život strávil v normandském benediktinském klášteře Saint-Évroult.

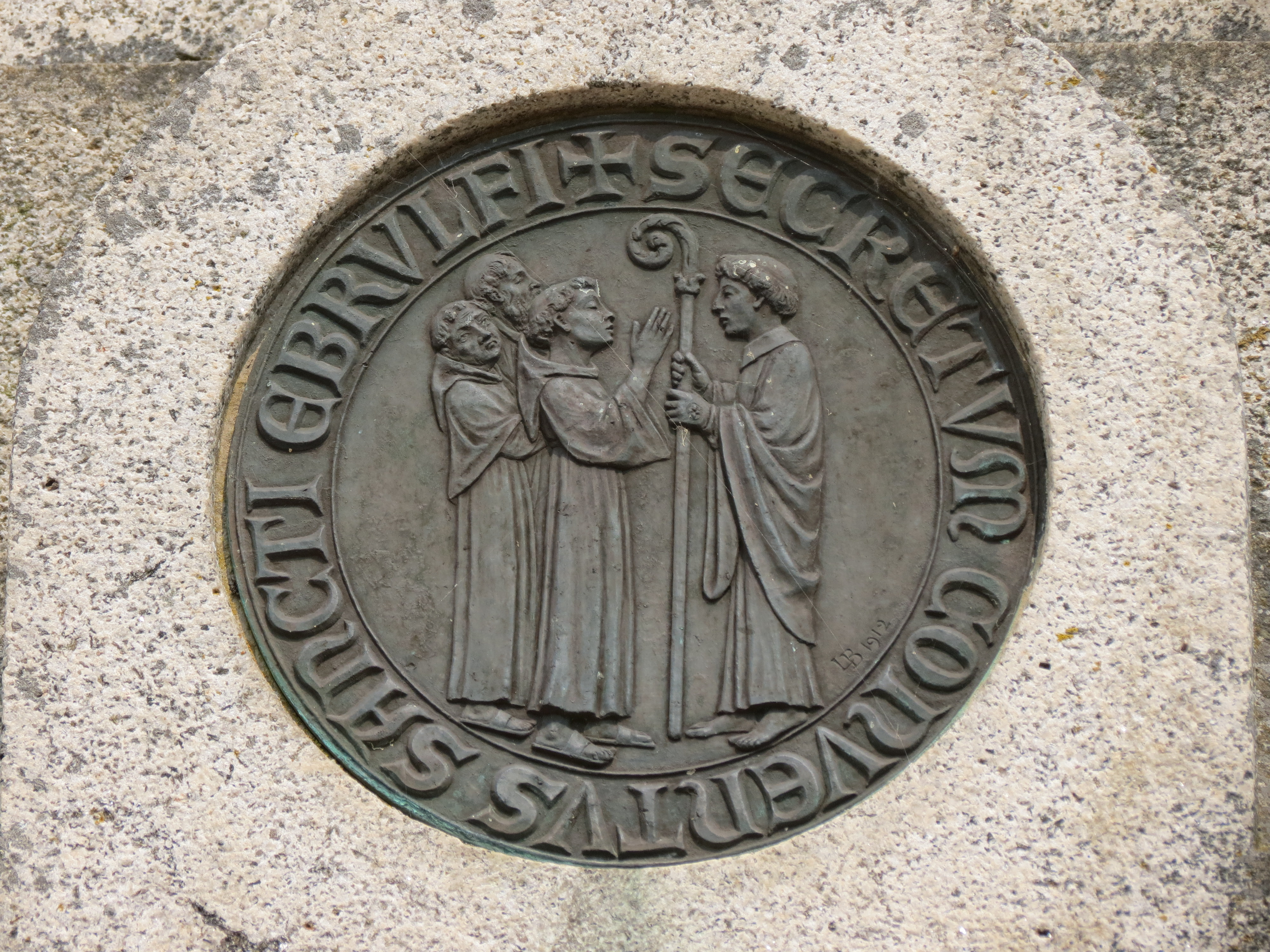

Narodil se v anglickém Shropshiru, byl pojmenován po místním faráři Ordericem. Otec jej zasvětil církvi a chlapec v deseti letech přišel do Normandie. O rok později se stal klášterním novicem v Saint-Évroult a přijal jméno Vitalis.
| „                 | ... Mé anglické jméno se Normanům zdálo obtížné, a tak mě pojmenovali Vitalis, jménem jednoho ze společníku mučedníka sv. Mořice... v tomto opatství pobývám šestapadesát let milován a uctíván všemi mnichy i všemi, kteří zde žijí, mnohem déle, než jsem hoden... | “ |
| — Orderic Vitalis | |   |

Ve svém impozantním díle zvaném Církevní dějiny (Historia Ecclesiastica) se Orderic věnuje současným událostem ze svého okolí. Zajímají jej normandští šlechtici, první křížová výprava a dějiny normandských opatství. Jeho příběhy jsou lehce neuspořádané, což autor nahrazuje svým smyslem pro detail. Má v oblibě fiktivní rozmluvy svých hrdinů a rád stupňuje dramatičnost událostí.